# بحالديت شارما
بحالديت شارما (بالإنجليزية: Paul Sharma)‏ هو ممثل بريطاني، ولد في 1961 بلندن في المملكة المتحدة.

## أعمال

### أفلام
- (2006) أطفال الرجال[5]
- (2013) جاذبية[6][7][8]

## وصلات خارجية
- بحالديت شارما على موقع IMDb (الإنجليزية)
- بحالديت شارما على موقع ألو سيني (الفرنسية)
- بحالديت شارما على موقع أول موفي (الإنجليزية)
- بحالديت شارما على موقع قاعدة بيانات الأفلام السويدية (السويدية)
- بحالديت شارما على موقع قاعدة بيانات الفيلم (الإنجليزية)